# Željko Brkanović
Željko Brkanović (Zagreb, 20. prosinca 1937. – Crikvenica, 7. lipnja 2018.), hrvatski skladatelj, dirigent, pijanist i glazbeni pedagog, rodom iz Škaljara. Sin hrvatskog skladatelja Ivana Brkanovića. Opus Željka Brkanovića broji dvjestotinjak solističkih, orguljskih, komornih, koncertantnih, orkestralnih i scenskih djela, zborskih skladbi i solo popijevki te više obradba kojima pripada i posljednje veliko očevo djelo – Missa profana croatica, oratorij za sole, mješoviti zbor i orkestar iz 1986. koje je Željko Brkanović dovršio 1994. godine. Vlastite skladbe većinom je temeljio na naslijeđenim, klasičnim oblicima, koje je preobražavao obrađujući ih suvremenim tehnikama i izražajnim sredstvima (aleatorika, elektronski zvuci, mikrotonalnost). Osobitu je sklonost očitovao prema arhaičnim elementima i mitskim sadržajima (Nomos, Karijatide) te prema djetinjem izrazu (Šest lekcija), a ponekad se nadahnjivao i folklornim motivima (Sedam pjesama Hrvata iz Hercegszanta, Bokeljski scherzo). Mjestimice se služio brojnim udaraljkama da bi istaknuo ritmsku komponentu skladbe. U traganju za novim zvukovnim senzibilitetom u svoju je glazbu unio novoromantičku izražajnost.

## Životopis
Na Muzičkoj akademiji Sveučilišta u Zagrebu diplomirao je glasovir kod Svetislava Stančića (1962.). Studij kompozicije započeo je kod svog oca, a završio na Fakultetu za muzičku umjetnost u Skoplju kod Tome Proševa (od 1976. do 1979.). U skladanju se usavršavao u Stuttgartu kod znamenitog skladatelja Erharda Karkoschke, a polazio je i tečajeve dirigiranja na Glazbenoj akademiji Chigiana u Sieni 1965. kod Hermanna Scherchena i Bruna Rigaccija.
Od 1963. godine djelovao je kao dirigent u Hrvatskim narodnim kazalištima u Splitu i Zagrebu, a 1969. prelazi na RTV Zagreb (danas Hrvatsku radioteleviziju), gdje je u okviru Umjetničkog programa bio urednik, producent i dirigent, ostvarivši mnoge snimke djela hrvatskih autora. Nakon kraćega djelovanja na zagrebačkoj Funkcionalnoj glazbenoj školi, 1980. postaje docent na Muzičkim akademijama u Podgorici (utemeljio Teoretsko-kompozitorski odjel) i Zagrebu. Od 1983. do umirovljenja 2008. bio je izvanredni, a potom redoviti profesor teorijskih glazbenih predmeta i kompozicije na Muzičkoj akademiji u Zagrebu. Od 2011. surađivao je s Umjetničkom akademijom u Splitu gdje je predavao kompoziciju. Godine 2017. dodijeljeno mu je i počasno zvanje professor emeritus Sveučilišta u Zagrebu.
Intenzivno se bavi skladanjem od 1970. godine. Djela su mu izvođena u Hrvatskoj i u inozemstvu: među njima se osobito ističu Tonalna sonata za klavir (1977.) i Koncert za klavir i orkestar (1980.), za koji je dobio prestižnu nagradu Josip Štolcer Slavenski.
Preminuo je 7. lipnja 2018. u Crikvenici u 81. godini života nakon kratke bolesti.

## Djela (izbor)

### Orkestralna
- Nomos, simfonijska pjesma (1975.)
- Divertimento za gudače (1977.)
- Karijatide (1978.)
- Sinfonia dinamica (1980.)
- Riccercari (1985.)
- II. simfonija (1991.)
- Con variazione za gudače (2000.)

### Koncertantna
- Koncert za klavir i orkestar (1981.)
- Koncert za violinu i orkestar (1983.)
- Koncert za violinu, violončelo i orkestar (1991.)
- Lirski koncert za klavir i orkestar (1998.)
- Siciliana za klavir i gudače (1998.)
- Koncertni rondo za klavir i puhački orkestar (1999.)
- Mostarski koncert za klavir i orkestar (2002.)
- Koncert za gitaru, udaraljke i gudače (2010.)
- Concerto da camera za bayan ,gudače i udaraljke (2011.)
- Concerto 1. za klavir i komorni ansambl (2016.)

### Komorna
- I. gudački kvartet (1974.)
- Ugođaj za engleski rog i harfu (1976.)
- Šest lekcija za pantomimičara, magnetofonsku vrpcu i komorni sastav (1978.)
- Recitativ, arija i ... za violončelo i klavir (1979.)
- Kolaž za kontrabas i klavir (1979.)
- Trijanina proljeća za duhački trio i udaraljke (1981.)
- Klavirski trio (1988.)
- Vocatio aus Stuttgart za flautu, fagot i klavir (1988.)
- Introdukcija i Allegro za kontrabas i klavir (1989.)
- Suita Mediterana za gitaru (1990.)
- Zoov-cool, „ratni kvartet“ za klarinet, violinu, violončelo i klavir (1991.)
- Pjesmarica I. za kvartet gitara (1993.)
- Pjesmarica II. za trio gitara (1993.)
- II. gudački kvartet (1994.)
- Sonata a tre za trio gitara (1996.)
- Koncert za udaraljke i trio klarineta (1997.)
- Harmony in exist za harmoniku (1997.)
- Pavana i Gagliarda za violinu i gitaru (1999.)
- Ugođaji za obou i marimbu (2002.)
- Bagatela za rog in F i klavir (2004.)
- Nimtyros za flautu i gitaru (2004.)
- Klavirski kvintet (2007.)
- Andante za gudački kvartet (2013.)
- Quartet 3. za kvartet saxofona (2017.)
- Za Vas, kvartet za flautu ,violinu, kontrabas i klavir (2018.)

### Klavirska
- Tonalna sonata (1977.)
- Sonetne minijature (1975.)
- Preludiji (1992.)
- Sentimentalni valcer (2003.)
- Pesante et brillante (2012.)

### Orguljska
- Antependij (1989.)
- Cithara (1994.)
- Svečani preludij (1995.)

### Scenska
- Pastorala, balet-pantomima (1989.)
- Marc-Antonie de Dominis, opera (2015.)

### Vokalna
- Uspavanka za poginule za recitatora i mješoviti zbor (1973.)
- Quassi sonet za ženski zbor a cappella (1976.)
- Zapis svjetla za mješoviti zbor a cappella (1977.)
- Domovinska za ženski zbor, orgulje i udaraljke (1983.)
- Bokeljski scherzo za dječji zbor i klavir (1993.)
- Figurice, ciklus pjesama za glas i klavir (1993.)
- Prijatelju sveti za glas i orgulje (1995.)
- Lux mundi za marimbu i mješoviti zbor (2002.)
- Intimni madrigali za mješoviti zbor (2003.)
- Orijašu Kristov za ženski zbor i orgulje (2004.)
- Antiphonae za mješoviti zbor i orgulje (2016.)

### Obradbe
- Sedam pjesama Hrvata iz Hercegszánta za sopran i tamburaški orkestar (1975.)
- Girolamo Fiorelli: Missa br. 2 za četiri solista, muški zbor i orkestar (1978.)
- Hrvatske božićne pjesme, obrade za glas, zbor i orkestar (1980.)
- Križni put za klavir, flautu ,obou, engleski rog, fagot i orgulje (1981.)
- Ivan Brkanović: Missa profana Croatica za mezzosopran, bariton, mješoviti zbor i orkestar (dovršio 1994.)
- Ferdo Livadić: Popjevke na njemačke stihove, obrada za glas i gudački orkestar
- Ivan Brkanović: Intermezzo iz opere Ekvinocij, obrada za simfonijski orkestar (2009.)
- Ivan Brkanović: Ti si balzam iz opere Zlato Zadra, obrada za glas i klavir (2014.)
- Ivan Brkanović: Krijes planine, obrada za harmoniku solo

## Nagrade i priznanja
Željko Brkanović dobitnik je nagrade "Josip Štolcer Slavenski" (1982.) za Koncert za klavir i orkestar, godišnje nagrade "Vladimir Nazor" za autorski koncert održan u povodu 65. obljetnice života (2002.) te više skladateljskih poticajnih priznanja Ministarstva kulture Republike Hrvatske.
Diskografsku nagradu Porin primio je 1996. za realizaciju CD-a "Misa profana Croatica" Ivana Brkanovića te 1999. za skladbu Tonalna sonata za klavir. Iste je godine odlikovan Redom Danice hrvatske s likom Marka Marulića za izniman doprinos nacionalnoj glazbenoj kulturi, a 2014. dobiva i prestižnu nagradu Porin za životno djelo.

## Vanjske poveznice
- LZMK / Hrvatska enciklopedija: Brkanović, Željko
- LZMK / Hrvatski biografski leksikon: Brkanović, Željko
- HRT / Leksikon radija i televizije: Brkanović, Željko
- HDS ZAMP – Baza autora: Željko Brkanović (popis djela)
- Željko Brkanović na Discogsu